# Acetoacetanilid
Acetoacetanilid ist eine chemische Verbindung aus der Gruppe der Carbonsäureamide.

## Gewinnung und Darstellung
Acetoacetanilid lässt sich aus Diketen und Anilin darstellen.

## Verwendung
Acetoacetanilid wird zur Herstellung von Pigmenten (z. B. Diarylgelb- und Arylidgelb-Pigmente) für die Druck- und Lackindustrie verwendet.